# Live in Japan (album de Rodrigo y Gabriela)
Pour les articles homonymes, voir Live in Japan.
 (mai 2011).
Si vous disposez d'ouvrages ou d'articles de référence ou si vous connaissez des sites web de qualité traitant du thème abordé ici, merci de compléter l'article en donnant les références utiles à sa vérifiabilité et en les liant à la section « Notes et références ».
Albums de Rodrigo Y Gabriela
Rodrigo Y Gabriela
(2006) 11:11
(2009)
Live in Japan, est l'album issu de l'enregistrement du concert donné par Rodrigo y Gabriela, au Duo Club à Tokyo, le 30 mai 2008. On y trouve des morceaux du premier album Rodrigo y Gabriela, comme les succès Diablo rojo et Tamacun, mais aussi des morceaux inédits comme les solos (Gabriela solo et Rodrigo solo) ou encore la reprise de Take Five du Dave Brubeck Quartet.

## Liste des morceaux
1. OK Tokyo
2. Juan Loco
3. Orion
4. Foc
5. Satori
6. Ixtapa
7. Viking Man
8. Take Five
9. One
10. Gabriela Solo
11. Rodrigo Solo
12. Stairway to Heaven
13. Tamacun
14. Diablo Rojo

## Classement
L'album a atteint le top 200 du Billboard.